# Tupsy Clement
Martha Caroline Clement, kaldt Tupsy, født Jebe, (født 13. april 1871 i Trondheim, død 5. september 1959 i København) var en norsk kunstmaler, gift med den danske maler G.F. Clement. Hendes mest kendte værker blev malet i Skagen hvor hun og hendes mand tilbragte somrene fra 1908 til 1920.

## Baggrund og uddannelse
Clement blev født i Trondheim som datter af major Hakon Jebe og Hedvig Klingenberg. Hun studerede under Hans Heyerdahl i Oslo (1896) og under Christoph Roth i München (1898–99) inden hun læste videre i Paris. Hun færdiggjorde sin uddannelse i Italien i 1905.

## Liv og levned
Tupsy Clement havde en bred kunstnerisk baggrund allerede inden hun mødte den danske maler G.F. Clement. Parret giftede sig i Rom i 1902 og bosatte sig derefter i Danmark, hvor Tupsy malede portrætter, blomsterbilleder, eksteriører og landskaber.
Hendes maleri To piger leger ved Skagen Strand var i Christian X's eje og hang på Klitgården. Mange af hendes værker viser mandens indflydelse, men i sollyset i hendes landskabsbilleder forekommer også inspiration fra Theodor Philipsen. Efter 1920 tilbragte parret deres somre i Italien. G.F. Clement døde i 1933 og Tupsy i 1959. Forholdet var barnløst.
Tupsy Clement er begravet på Vestre Kirkegård.

## Eksterne links
- To af Tupsy Clements malerier ejet af Joan Schersat Mikkelsen Arkiveret 24. september 2015 hos  Wayback Machine
- Joan Schersat Mikkelsens artikel om Ella Heide viser Johannes Wilhjelms maleri Malerinder på Skagen (1912), hvor Tupsy Clement ses malende
- Tupsy Clement på Kunstindeks Danmark/Weilbachs Kunstnerleksikon

- Wikimedia Commons har flere filer relateret til Tupsy Clement